# Sint-Michielsgestel
Sint-Michielsgestel  è una municipalità dei Paesi Bassi di 28 128 abitanti situata nella provincia del Brabante Settentrionale.